# Brest Bretagne Handball
Pour les articles homonymes, voir BBH.
Maillots
Actualités
Dernière mise à jour : 21 juillet 2024.
Le Brest Bretagne Handball (couramment abrégé BBH) est un club français de handball, basé à Brest et évoluant en Ligue Féminine, soit le plus haut niveau de compétition français.
Le club est fondé en 2004 sous le nom d'Arvor 29, à la suite de la fusion du Brest Penn-ar-Bed et de Lesneven-Le Folgoët. Champion de France en 2012, le club est relégué administrativement en troisième division et change de nom pour devenir le HBC Brest Penn ar Bed jusqu'en 2014, date à laquelle il adopte l’appellation Brest Bretagne Handball.
En 2016, le BBH devient la première équipe de seconde division à remporter la coupe de France. En mai 2021, en l'espace de deux semaines, le club remporte sa troisième Coupe de France et son deuxième Championnat de France puis est le premier club français à atteindre la finale de la Ligue des champions.

## Histoire

### Arvor 29 (2004-2012)

#### 2004-2008: genèse du club et ascension rapide
Fin 2003 naît l'idée de regrouper deux clubs de Nationale 1, le HBC Brest Penn-ar-Bad et l'entente Lesneven-Le Folgoët HB, afin de développer la pratique du handball féminin de haut-niveau dans le Finistère,. Un groupe de travail, réunissant les collectivités et les principaux acteurs du handball, dont Roland Indriulinas et Leroy Stéphane les deux entraîneurs et fondateurs de cette union, est créé pour réfléchir au projet et répondre aux contraintes techniques. Après accords des différentes instances sportives, l'entente est fondée en juin 2004 sous le nom de HBF Arvor 29, comme association loi de 1901,. Les entraînements et les matches se déroulent alternativement à Brest ou à Lesneven.
Pour la première saison (2004-2005), l'équipe fanion, en blanc et noir, évolue en Nationale 1 et surclasse ses adversaires. Après une excellente saison (une seule défaite en 22 matches), elle devient championne de France de Nationale 1 et championne de Bretagne,. L'objectif d'accéder dès 2005 à la Division 2 étant atteint, les dirigeants souhaitent une montée en Division 1 d'ici deux ans car « la D2 est un niveau transitoire risqué sur les plans sportifs, économiques et médiatiques ».
La suite est plus difficile. Malgré le renforcement de l'équipe et du staff technique, HBF Arvor 29 réalise deux saisons mitigées mais se maintient. Son parcours en Coupe de France est stoppé en 16e de finale d'abord par le Havre AC Handball (19-40), qui remporte le trophée en 2006, puis par CJF Fleury Loiret Handball (19-29), quart de finaliste en 2007. Les Finistériennes restent néanmoins à chaque fois championnes de Bretagne,. À l'issue de la saison 2006-2007, marquée par le changement de président et d’entraîneur, la structure sous forme d'entente est reconduite.
HBF Arvor 29 entame la saison 2007-2008 avec un collectif renouvelé, avec « des qualités explosives » et capable de « proposer plusieurs types de jeu ». Au terme d'une lutte acharnée avec Toulon Saint-Cyr Var Handball et ESC Yutz, l'équipe termine à la première place du championnat. Pendant près de deux mois, la montée dans l'élite est mise en suspens en raison du poids de la dette et d'un budget incomplet. Une souscription volontaire est même organisée pour trouver l'argent manquant. La décision est finalement validée début juillet.

#### 2008-2012: premiers faits d'armes en division 1
En 2008, l'entente est finalement abandonnée pour créer le club Arvor 29. Accédant à la première division française pour la première fois de son histoire, l'équipe se professionnalise et recrute notamment l'internationale Véronique Démonière,.
La première saison dans l'élite est compliquée pour l'Arvor qui ne remporte que deux de ses vingt matches disputés et termine à la onzième et dernière place du classement. Toutefois, profitant des relégations administratives d'Issy-les-Moulineaux et de Besançon, le club est repêché et se maintient en première division. À l'été 2009, la structure change de nom et devient l'Arvor 29-Pays de Brest ; elle est composée d'un club professionnel et d'une section amateur après avoir absorbé Brest Penn-ar-Bad. Cette même année, Thierry Guégan, entraîneur depuis 2006, laisse sa place à Laurent Bezeau, qui « vise l'Europe d'ici trois-quatre ans ».
Pour éviter le même scénario catastrophe de l'année passée, l'équipe enregistre l'arrivée de jeunes joueuses prometteuses (Awa Diop, Marie Prudhomme) et d'internationales (Szabina Tápai, Mayssa Pessoa, Julija Nikolić, Aurèle Itoua-Atsono) pour la saison 2009-2010. Les Finistériennes terminent à la septième place du classement et se maintiennent, invaincues lors des playdowns. Le club place quatre joueuses dans les Top 10 de la saison régulière : deux buteuses (Julija Nikolić, 3e ; Aurèle Itoua-Atsono, 10e), une passeuse (Aurèle Itoua-Atsono, 3e) et une gardienne (Mayssa Pessoa, 3e).
Ce n'est que la saison suivante que l'équipe réalise ses premières performances sportives sur la scène nationale, avec Alexandra Lacrabère, Biljana Filipović, Maëva Guillerme, Monika Stachowska et Nicky Houba, arrivées en 2010. Les Bretonnes échouent tout d'abord en finale de la coupe de la Ligue contre Metz Handball (29-27) au Parc des expositions de Penfeld à Brest, après avoir notamment écrasées Toulon Saint-Cyr, champion de France en titre, en demi-finale (35-26). Les Toulonnaises prennent toutefois leur revanche quelques mois plus tard en éliminant les Finistériennes en demi-finale de la coupe de France (24-26). En championnat, avec un bilan de quinze victoires, trois nuls et deux défaites, l'Arvor 29 termine vice-champion de France derrière Metz Handball qui remporte son dix-septième titre. Quatre joueuses de l'Arvor 29 sont distinguées lors de la Nuit des Étoiles 2011. Le club est cependant privé de Coupe de l'EHF en 2011 en raison de problèmes financiers.
La saison 2011-2012 est dans la continuité de la précédente. Le club remporte le premier titre majeur de sa jeune histoire le 30 décembre 2011 en dominant Mios-Biganos en finale de la coupe de la Ligue aux Docks Océane du Havre. En championnat, des playoffs à l'issue de la saison régulière sont instaurés, devant désigner le champion de France et attribuer les places pour les compétitions européennes. Vainqueur de Mios-Biganos en quarts de finale, l'Arvor 29, troisième de la saison régulière, domine Metz lors de la demi-finale aller (32-18), assez largement pour se qualifier en finale malgré la lourde défaite au match retour aux Arènes de Metz (13-23). En finale, sans l'avantage du terrain, les Finistériennes dominent par deux fois Issy Paris, premier de la saison régulière, 23 à 16 à Lesneven puis 28 à 25 à Issy-les-Moulineaux, glanant ainsi le premier titre de champion de France de l'histoire du club. Les distinctions individuelles de fin de saison pour les bretonnes sont multiples : Alexandra Lacrabère est désignée meilleure joueuse du championnat, meilleure arrière droite et meilleure buteuse avec 125 réalisations en dix-huit matches, Cléopâtre Darleux est élue meilleure gardienne, Julija Nikolić meilleure demi-centre, Julie Goiorani meilleure pivot et Laurent Bezeau meilleur entraîneur pour la deuxième fois consécutive.

#### Été 2012: la descente aux enfers
Après avoir remporté le match aller de la finale des playoffs contre Issy Paris et deux jours avant le match retour, l'Arvor 29 apprend sa relégation en division 2 et son interdiction de participer à la ligue des Champions 2012-2013 pour raisons financières.
Cette décision est confirmée une première fois le 6 juin par la FFHB malgré la création d'une SASP avec le Stade brestois 29 dont la solidité financière n'a pas pu être prouvée et est validée définitivement le 21 juin par le CNOSF.
La participation du Stade brestois 29 dans le plan de reprise du club est finalement abandonnée et, fin juin 2012, le club annonce déposer le bilan avec plus de 800 000 euros de dettes. Une nouvelle entité est créée sous le nom de Brest Penn-Ar-Bed.

### Brest Bretagne Handball (depuis 2012)

#### 2012-2014: la reconstruction
En 2012-2013, le club devient le Brest Penn Ar Bed et prend part au championnat de France de Nationale 1. Deuxième de son groupe derrière Aunis HB La Rochelle-Périgny, le club manque de peu la montée en 2e division.
À l'intersaison Laurent Bezeau prend de nouveau place sur le banc brestois après l'avoir quitté à l'été 2012. Le club remporte le titre de champion de Nationale 1 sans concéder la moindre défaite (20 victoires et 2 matchs nuls) et est ainsi promu en deuxième division.

#### 2014-2016: l'antichambre et la première coupe de France
La saison 2014-2015 voit le retour du club en Division 2. Cette saison est marquée par l'inauguration de la Brest Arena (4 077 places), qui avec 3 300 spectateurs de moyenne connait l'une des plus grosses affluences d'Europe. Le club, avec un bilan de seize victoires, deux nuls et quatre défaites, termine second du championnat derrière l'ES Besançon, mais n'accède pas à la première division.
La saison 2015-2016 du Brest Bretagne Handball est le premier fait d'armes du club sous sa nouvelle appellation. Au sortir d'un été marqué, entre autres, par la signature de l'internationale espagnole Marta Mangué pour deux saisons, le BBH affirme ses ambitions de retrouver l'élite du championnat français. Avec vingt victoires en vingt-deux rencontres de championnat et seulement deux matches nuls contre Chambray, le BBH remporte le titre de seconde division pour la seconde fois de son histoire, après le succès de l'Arvor 29 en 2008, et est ainsi promu en Ligue Féminine quatre ans après sa relégation administrative. Marta Mangué est élue meilleure joueuse de la compétition. Parallèlement, Brest remporte également la coupe de France et devient ainsi, non seulement la première équipe de seconde division de l'histoire de la compétition à atteindre la finale, mais également la première à remporter le trophée et à s'imposer en finale par neuf buts d'écarts ou plus. Entrées en lice au troisième tour de la compétition, les brestoises éliminent trois formations de Ligue féminine : Fleury en huitième de finale (28-26), pourtant champion de France en titre, Metz Handball en demi-finale (21-18), futur champion de France, et enfin Toulon Saint-Cyr en finale à l'AccorHotels Arena (25-16). En vingt-neuf rencontres disputées toutes compétitions confondues, Brest ne concède que deux matchs nuls en division 2 et remporte ses vingt-sept autres matches, un record. À cheval sur la saison 2014-2015, Brest établit une série d'invincibilité de trente-sept rencontres officielles consécutives entre le 7 février 2015 et le 14 septembre 2016, date du premier match et de la première défaite du club en première division.

#### 2016-2017: les premières joutes européennes

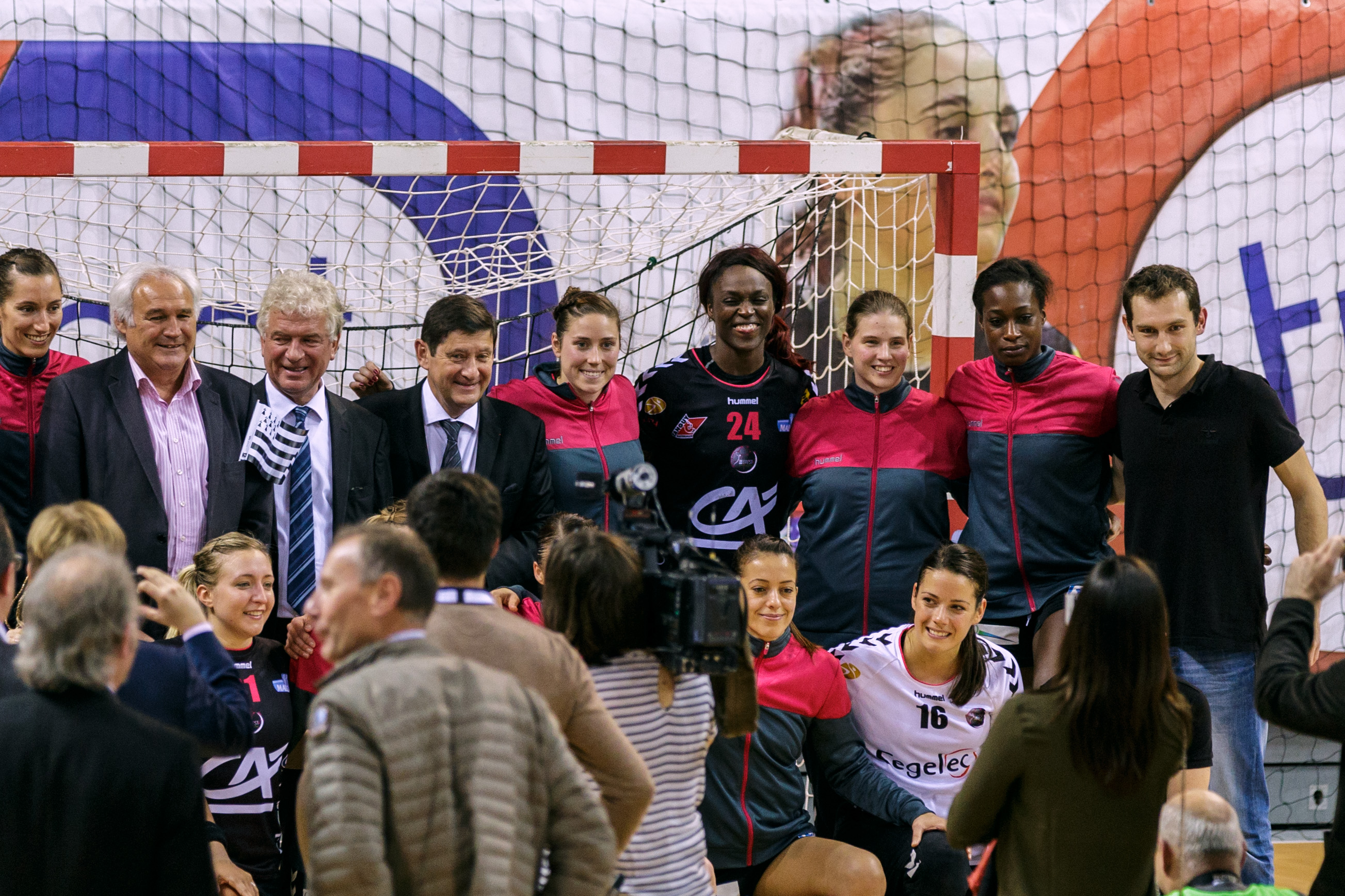
Une partie de l'équipe 2016-2017 en compagnie du maire de Brest François Cuillandre et du ministre des sports Patrick Kanner.

Vainqueur de la coupe de France 2016, le BBH participe pour la toute première fois à une compétition européenne, la Coupe de l'EHF. Brest passe les trois tours de qualification puis termine à la deuxième place du groupe B derrière le Kouban Krasnodar avant d'être éliminé en quart de finale par les russes de Rostov-Don, futures vainqueurs de la compétition.
Dans le cadre du championnat de France de première division, Brest termine la saison régulière à la troisième place sur onze clubs engagés. À trois jours des playoffs, le club est éliminé en demi-finale de la coupe de France par Issy Paris, trophée dont il était le tenant du titre. Brest prend sa revanche sur le club francilien quelques jours plus tard en demi-finale des playoffs mais s'incline en finale contre le Metz et remporte le titre honorifique de vice-champion de France.

#### 2017-2018: les débuts en Ligue des champions
Supposé jouer la coupe de l'EHF, Brest voit sa demande de wild-card pour la saison 2017-2018 de Ligue des Champions acceptée. Versé dans le groupe B, le BBH perd les six rencontres du premier tour et est reversé en coupe de l'EHF, avant d'être éliminé pour la deuxième saison consécutive en quart de finale par les norvégiennes de Vipers Kristiansand.
En France, Brest accroche la deuxième place de la saison régulière et s'incline pour la deuxième fois consécutive en finale contre Metz (25* 29, 26-24*). À titre anecdotique, Brest remporte le match retour aux Arènes de Metz et est la première équipe à s'imposer dans cette salle depuis le 28 janvier 2017 (soit 35 matches). Individuellement, Cléopâtre Darleux est élue meilleure gardienne et meilleure joueuse du championnat de France. Allison Pineau, Pauline Coatanea et Laurent Bezeau sont également récompensés.
L'unique titre de la saison du BBH est la coupe de France remportée contre Toulon Saint-Cyr (30-21). Le parcours des brestoises est marqué par le succès aux tirs au but et les 25 arrêts de Cléopâtre Darleux contre Metz en demi-finale (19-19, 4-3 t. a. b.) mais également par le déplacement de 1 500 à 2 000 supporters à l'AccorHotels Arena lors de la finale.

#### 2018-2019: une saison agitée
Le BBH est éliminé en demi-finale du championnat de France par Nice mais remporte la petite finale contre Nantes. Tenant du tire en coupe de France, Brest s'incline en finale contre Metz Handball. Sur la scène européenne, Brest remporte les deux premiers matches de son histoire en Ligues des champions et termine à la dernière place de son groupe de tour principal.

#### 2019-2020: une première place au goût amer
La saison 2019-2020 est interrompue en avril en raison de la pandémie de Covid-19. Les Brestoises occupent alors la première place du classement, ex æquo avec Metz. La ligue féminine de handball décide de ne pas attribuer de titre. La coupe de France s'arrête au stade des demi-finales. En Ligue des champions, les Brestoises atteignent les quarts de finale.

#### 2020-2021: une saison exceptionnelle
La saison 2020-2021 est exceptionnelle. Entraîné par Laurent Bezeau, le Brest Bretagne Handball remporte le titre de champion de France, la Coupe de France et atteint la finale de la Ligue des champions. La meilleure buteuse de l'équipe est Ana Gros.

## Résultats sportifs

### Palmarès

#### Collectif
| Compétitions internationales                                                                        | Championnats nationaux | Coupes nationales |
| - Ligue des champions : - Finaliste en 2021 - Coupe de l'EHF : - Quart de finaliste en 2017 et 2018 | - Championnat de France : 2 titres - Champion en 2012 et 2021 - Vice-champion en 2011, 2017, 2018, 2022, 2023, 2024 - 1er ex aequo en 2020 - Championnat de France de Division 2 : 2 - Champion en 2008 et 2016 - Vice-champion en 2015 - Championnat de France de Nationale 1 : 2 - Champion en 2005 et 2014 | - Coupe de France : 3 victoires - Vainqueur en 2016, 2018 et 2021 - Finaliste en 2019 - Coupe de la Ligue : 1 victoire - Vainqueur en 2012 - Finaliste en 2011 |

#### Récompenses individuelles
| Championnat de France | Championnat de France | Coupes d'Europe | Coupes d'Europe |
| --- | --- | --- | --------------- |
| - Meilleure joueuse de LFH (4) - Nikolić (2011), Lacrabère (2012), Darleux (2018), Gros (2021) - Meilleur entraîneur de LFH (5) - Bezeau (2011, 2012, 2018, 2020, 2021) - Meilleure demi-centre de LFH (2) - Nikolić (2011, 2012) - Meilleure pivot de LFH (2) - Boudan (2011), Goiorani (2012), Foppa (2023) - Meilleure gardienne de LFH (3) - Darleux (2012, 2018), Toft (2020) - Meilleure arrière droite de LFH (3) - Lacrabère (2012), Gros (2019, 2020) - Meilleure défenseuse de LFH (2) - Ntsama Akoa (2017), Pineau (2018), Foppa (2023) | - Meilleure ailière droite de LFH (2) - Coatanea (2018, 2020) - Meilleur espoir de LFH (1) - Foppa (2020) - Meilleure buteuse de LFH (3) - Lacrabère (2012), Gros (2019, 2020) - Joueuse du mois de LFH (11) - Limal (septembre 2016), Darleux (octobre 2016, avril 2017, mars 2018, septembre 2018, janvier 2022), Tissier (février 2019), Gros (septembre 2019), Fauske (février 2022), Toft (mars 2022), Toublanc (mai 2022) | - Meilleure buteuse de Ligue des champions - Gros (2021) - Meilleure pivot de Ligue des champions (1) - Foppa (2021) - Meilleure jeune de Ligue des champions (1) - Foppa (2022) - Joueuse de la semaine de Ligue des champions (1) - Pop-Lazić (semaine 1 en 2018-2019) |                 |

### Bilan saison par saison
| Saison                    | Niveau | Saison régulière | Saison régulière | Phase finale   | Coupe de France    | Coupe de la Ligue     | Coupes d'Europe                            | Entraîneur                         |
| 2004-05                   | 3 (N1) | 1er              | 21 - 0 - 1       | Champion       | Ne participe pas   | -                     | -                                          | Pierre-Yves Bouchon                |
| 2005-06                   | 2 (D2) | 9e               | 8 - 3 - 11       | -              | 16e de finale      | -                     | -                                          | Pierre-Yves Bouchon                |
| 2006-07                   | 2 (D2) | 8e               | 9 - 3 - 10       | -              | 16e de finale      | -                     | -                                          | Thierry Guégan                     |
| 2007-08                   | 2 (D2) | 1er              | 16 - 3 - 3       | -              | Pas de compétition | -                     | -                                          | Thierry Guégan                     |
| 2008-09                   | 1 (D1) | 11e*             | 2 - 2 - 16       | -              | 8e de finale       | 1er tour              | -                                          | Thierry Guégan                     |
| 2009-10                   | 1 (D1) | 9e               | 5 - 0 - 13       | 7e             | 8e de finale       | Quart de finale       | -                                          | Laurent Bezeau                     |
| 2010-11                   | 1 (D1) | 2e               | 15 - 3 - 2       | -              | Demi-finale        | Finaliste             | -                                          | Laurent Bezeau                     |
| 2011-12                   | 1 (D1) | 3e               | 13 - 1 - 4       | Champion       | Demi-finale        | Vainqueur             | -                                          | Laurent Bezeau                     |
| Relégation administrative |        |                  |                  |                |                    |                       |                                            |                                    |
| 2012-13                   | 3 (N1) | 2e               | 14 - 1 - 4       | -              | 4e tour            | -                     | -                                          | Damien Nédélec puis Cathy Colleter |
| 2013-14                   | 3 (N1) | 1er              | 20 - 2 - 0       | -              | 8e de finale       | -                     | -                                          | Laurent Bezeau                     |
| 2014-15                   | 2 (D2) | 2e               | 16 - 2 - 4       | -              | Quart de finale    | -                     | -                                          | Laurent Bezeau                     |
| 2015-16                   | 2 (D2) | 1er              | 20 - 2 - 0       | -              | Vainqueur          | -                     | -                                          | Laurent Bezeau                     |
| 2016-17                   | 1 (D1) | 3e               | 13 - 0 - 7       | Finaliste      | Demi-finale        | Compétition supprimée | C3 : quart de finale                       | Laurent Bezeau                     |
| 2017-18                   | 1 (D1) | 2e               | 15 - 3 - 4       | Finaliste      | Vainqueur          | Compétition supprimée | C1 : phase de groupes C3 : quart de finale | Laurent Bezeau                     |
| 2018-19                   | 1 (D1) | 2e               | 18 - 1 - 3       | 3e place       | Finaliste          | Compétition supprimée | C1 : tour principal                        | Laurent Bezeau                     |
| 2019-20                   | 1 (D1) | 1er**            | 15 - 2 - 2**     | Non disputés** | Demi-finale**      | Compétition supprimée | C1 : quart de finale**                     | Laurent Bezeau                     |
| 2020-21                   | 1 (D1) | 1er              | 18 - 0 - 2       | Champion       | Vainqueur          | Compétition supprimée | C1 : finaliste                             | Laurent Bezeau                     |
| 2021-22                   | 1 (D1) | 2e               | 21 - 0 - 5       | Finaliste      | Quart de finale    | Compétition supprimée | C1 : quart de finale                       | Pablo Morel                        |
| 2022-23                   | 1 (D1) | 2e               | 19 - 0 - 5       | -              | Demi-finale        | Compétition supprimée | C1 : 8e de finale                          | Pablo Morel                        |
| 2023-24                   | 1 (D1) | 2e               | 24 - 1 - 1       | -              | Demi-finale        | Compétition supprimée | C1 : 8e de finale                          | Pablo Morel                        |
| 2024-25                   | 1 (D1) | 2e               | 24 - 0 - 2       | -              | Demi-finale        | Compétition supprimée | C1 : Quart de finale                       | Raphaëlle Tervel                   |

Légende : * : repêché, ** : compétition arrêtée en raison de la pandémie de Covid-19

## Infrastructures

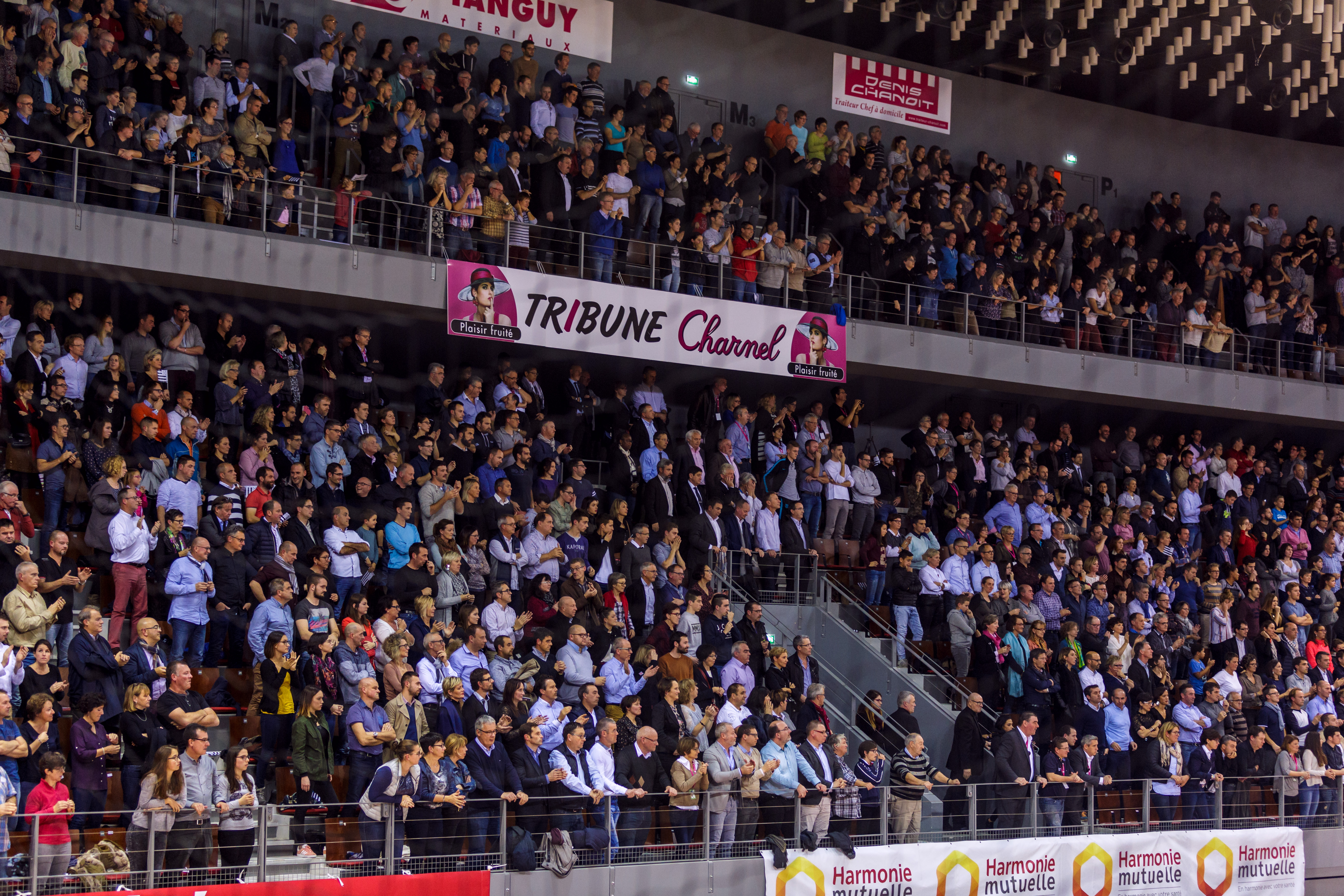
Spectateurs à la Brest Arena.

### Salle
Jusqu'en 2012, l'Arvor 29 évolue à Lesneven dans la salle Kerjezequel, dotée de 866 places assises, soit l'une des plus petites capacités de la ligue lorsque le club remporte le titre de champion de France en 2012.
Après avoir successivement investi le gymnase Jean Guéguéniat et la salle Marcel-Cerdan à Brest, l'équipe première évolue à partir de la saison 2014-2015 dans la Brest Arena, une salle d'une capacité de 4 077 places. L'enceinte dans sa configuration handball est inaugurée le 27 septembre 2014 lors de la quatrième journée du championnat de France de seconde division contre le Mérignac Handball, devant près de 4 000 spectateurs, établissant jusqu'alors le record d'affluence pour un match de seconde division.
Lors de la saison 2016-2017, le Brest Bretagne Handball présente la meilleure affluence moyenne et le record d'affluence des matches de groupe de la Coupe de l'EHF avec 3 630 spectateurs de moyenne dont 4 077 contre le Kouban Krasnodar, ainsi que la meilleure affluence moyenne du championnat de France avec 3 642 spectateurs par match.
Cet engouement est récompensé à trois reprises entre 2017 et 2019 par le titre non officiel de meilleur public de France décerné par la Ligue Féminine de Handball.
L'équipe joue en général les matchs de championnat national sur du parquet. Les matchs de compétitions européennes, se jouent sur le revêtement de sol requis par la EHF (du taraflex de Gerflor, fournisseur officiel de l'EHF),.

### Centre de formation
À la fin de la saison 2006-2007, la direction annonce la création d'un centre de formation dès la saison suivante, en complément du pôle espoirs de Brest,. Dirigé par Jean-Luc Béghin, le centre voit le jour en septembre 2007 et accueille six joueuses. Il est labellisé deux mois plus tard.
De 2018 à 2020, Clément Petit était responsable du centre de formation et de l'équipe réserve.
L'actuel responsable du centre de formation est depuis Romain Corre, également entraîneur de l'équipe réserve depuis 2020. Il était auparavant l'adjoint de Laurent Bezeau (de 2016 à 2020),.

## Personnalités liées au club

### Entraîneurs, présidents et capitaines successifs
| N° | Nom                 | Période        |
| 1  | Pierre-Yves Bouchon | 2004 – 2006    |
| 2  | Thierry Guégan      | 2006 – 2009    |
| 3  | Laurent Bezeau      | 2009 – 2012    |
| 4  | Damien Nédélec      | 2012 – 01/2013 |
| 5  | Cathy Colleter      | 01/2013 – 2013 |
| 6  | Laurent Bezeau      | 2013 – 2021    |
| 7  | Pablo Morel         | 2021 – 2024    |
| 8  | Raphaëlle Tervel    | depuis 2024    |

| N° | Nom                            | Période     |
| 1  | Georges Martin                 | 2004 – 2006 |
| 2  | Philippe Manach                | 2006 – 2011 |
| 3  | Fabrice Thomas                 | 2011 – 2012 |
| 4  | Gérard Le Saint Denis Le Saint | 2012 – 2016 |
| 5  | Gérard Le Saint                | depuis 2016 |

| N° | Nom                   | Période        |
| 1  | Yolande Tarteret      | 2004 – 2009    |
| 2  | Gladys Boudan         | 2009 – 2011    |
| 3  | Stéphanie Ntsama Akoa | 2011 – 2012    |
| 4  | Élodie Manach         | 2012 – 2015    |
| 5  | Stéphanie Ntsama Akoa | 2015 – 2017    |
| 6  | Astride N'Gouan       | 2017 – 2018    |
| 7  | Allison Pineau        | 2018 – 2019    |
| 8  | Coralie Lassource     | 2019 - 03/2023 |
| 9  | Jenny Carlson         | 03/2023 - 2024 |
| 10 | Pauline Coatanea      | depuis 2024    |

### Joueuses emblématiques
Voici une liste non-exhaustive de joueuses ayant marqué l'histoire de l'Arvor 29, Pen Ard Bed et du Brest Bretagne Handball :
| - Gladys Boudan (Arvor 29 : 2004-2011) - Jenny Carlson (BBH : 2022-2024) - Pauline Coatanea (BBH : 2017- ) - Maud-Éva Copy (Penn Ar Bed : 2013-2014 ; BBH : 2015-2019) - Cléopâtre Darleux (Arvor 29 : 2011-2012 ; BBH : 2016-2024) - Alice Durand (BBH : 2015-2017) - Helene Fauske (BBH : 2021-2023) - Biljana Filipović (Arvor 29 : 2010-2012) - Pauletta Foppa (BBH : 2018- ) - Melinda Geiger (BBH : 2016-2017) - Julie Goiorani (Arvor 29 : 2011-2012) - Ana Gros (BBH : 2018-2021) | - Isabelle Gulldén (BBH : 2018-2021) - Đurđina Jauković (BBH : 2020-2024) - Monika Kobylińska (BBH : 2019-2023) - Alexandra Lacrabère (Arvor 29 : 2010-2012) - Coralie Lassource (BBH : 2019- ) - Gaëlle Le Hir (Arvor 29 : 2008-2010 ; BBH : 2015-2017 puis 2019- ) - Marion Limal (BBH : 2014-2019) - Élodie Manach (BBH : jusqu'en 2019) - Marta Mangué (BBH : 2015-2020) - Constance Mauny (BBH : 2018-2024) - Astride N'Gouan (BBH : 2016-2019) - Julija Nikolić (Arvor 29 : 2010-2012) | - Stéphanie Ntsama Akoa (Arvor 29 : 2011-2012 ; BBH : 2015-2017) - Daniela Pereira (BBH : 2012-2016) - Mayssa Pessoa (Arvor 29 : 2009-2011) - Allison Pineau (BBH : 2016-2019) - Slađana Pop-Lazić (BBH : 2017-2022) - Yolande Tarteret (Arvor 29 : 2009...) - Amandine Tissier (BBH : 2015-2021) - Nabila Tizi (Penn Ar Bed : 2013-2014 ; BBH : 2015-2017) - Alicia Toublanc (BBH : 2015-2024) - Sandra Toft (BBH : 2019-2022) |

## Statistiques
| Saison    | Joueuse             | Buts |
| --------- | ------------------- | ---- |
| ...       |                     |      |
| 2011–2012 | Alexandra Lacrabère | 199  |
| 2012–2013 |                     |      |
| 2013–2014 | Nabila Tizi         | 153  |
| 2014–2015 | Nabila Tizi         | 190  |
| 2015–2016 | Marta Mangué        | 109  |
| 2016–2017 | Allison Pineau      | 146  |
| 2017–2018 | Pauline Coatanéa    | 132  |
| 2018–2019 | Ana Gros            | 287  |
| 2019–2020 | Ana Gros            | 209  |
| 2020–2021 | Ana Gros            | 283  |
| 2021–2022 | Helene Fauske       | 204  |
| 2022–2023 | Helene Fauske       | 148  |
| 2023–2024 | Valeriia Maslova    | 240  |

| #  | Joueuse           | Buts                       | Saisons |
| -- | ----------------- | -------------------------- | ------- |
| 1  | Ana Gros          | 779                        | 3       |
| 2  | Alicia Toublanc   | 744 (dont 54 en N1 et D2F) | 10      |
| 3  | Pauletta Foppa    | 649                        | 6       |
| 4  | Pauline Coatanéa  | 590                        | 9       |
| 5  | Élodie Manach     | 510                        | 10      |
| 6  | Slađana Pop-Lazić | 509                        | 5       |
| 7  | Constance Mauny   | 487                        | 6       |
| 8  | Coralie Lassource | 470                        | 5       |
| 9  | Marta Mangué      | 438                        | 5       |
| 10 | Maud-Éva Copy     | 411 (dont en N1 et D2F)    | 7       |

## Autre équipe

### Équipe réserve
À la création de HBF Arvor 29 en 2004, une équipe réserve, tenue bleue et verte, joue en Nationale 3. Entraînée par Jean-François Cillard, elle accède au Nationale 2 après une saison excellente mais inattendue. L'aventure ne dure qu'une année et les Finistériennes redescendent en 2006 au niveau inférieur. Pendant deux ans, l'équipe rate de peu la montée mais elle revient en 2009 en Nationale 2 au terme d'une saison exceptionnelle (22 victoires en autant de matches en championnat et une coupe de Bretagne),. Malgré cette réussite, l'entraîneur Jean-François Cillard n'est pas reconduit pour des raisons d'orientation. Le président Philippe Manach souhaite en effet que « cette équipe soit plus un groupe espoirs qu'une réserve, avec tout ce que cela connote. La N2 doit servir de tremplin à nos jeunes pour accéder à la D1. ». Avec une performance trop inégale, les Finistériennes de Luc Laurencery, le nouvel entraîneur, terminent à un point du premier non relégable. Clarisse Opondzo, alors joueuse de l'équipe réserve, est nommée entraîneuse et vise pour la saison 2010-2011 le maintien en Nationale 3 avec un collectif « en pleine reconstruction ». L'équipe termine finalement première de sa poule et accède à la Nationale 2 avec Damien Nédélec comme entraîneur,.
L'équipe réserve joue actuellement en Nationale 1 et est entraîné par Romain Corre depuis 2020,.

## Culture populaire

### Supporters
L'association « Les Supporters du Bout du Monde » soutient le Brest Bretagne Handball à domicile et en déplacement. Lors des matches à domicile à la Brest Arena, ils prennent place derrière le but dans la tribune dénommée "S3M Sécurité".

### Affluence
| Saison      | 2008-09 | 2009-10 | 2010-11 | 2011-12 | 2012-13 | 2013-14 | 2014-15 | 2015-16 | 2016-17 | 2017-18 | 2018-19 | 2019-20 | 2020-21  | 2021-22  | 2022-23 |
| Division    | D1      | D1      | D1      | D1      | N1      | N1      | D2      | D2      | D1      | D1      | D1      | D1      | D1       | D1       | D1      |
| Affluence   | 980     | 916     | 975     | -       | -       | -       | -       | -       | 3 642   | 3 639   | 3 762   | 3 534   | Covid-19 | 3 399 *  | 3 730   |
| Remplissage | 98 %    | 91,6 %  | 97,5 %  | -       | -       | -       | -       | -       | 89,3 %  | 90,0 %  | 92,3 %  | 86,7 %  | Covid-19 | 89,4 % * | 91,5 %  |

* : deux matches disputés avec une jauge à 2 000 places. Le taux de remplissage est ajusté en fonction.
| Saison      | 2016-17   | 2017-18    | 2018-19 | 2019-20 | 2020-21  | 2021-22  | 2022-23 |
| Compétition | Coupe EHF | LDC et EHF | LDC     | LDC     | LDC      | LDC      | LDC     |
| Affluence   | 3 748     | 3 361      | 3 447   | 3 912   | Covid-19 | 3 218 *  | 3 578   |
| Remplissage | 91,9 %    | 82,4 %     | 84,6 %  | 95,9 %  | Covid-19 | 89,0 % * | 87,8 %  |

* : deux matches disputés avec une jauge à 2 000 places. Le taux de remplissage est ajusté en fonction.

### Relations avec les médias
Depuis peu, les matchs à domicile sont diffusés en direct par les chaînes de télévision locales Tébéo et TébéSud. Les replays des matchs sont disponibles sur leur site internet. Avant le match, le président du club Gérard Le Saint et l'entraîneur de l'équipe sont généralement interviewés.
Deux quotidiens couvrent l'actualité de la région et, par là, du club : Le Télégramme et Ouest-France.

## Identité du club

### Logos successifs

Arvor 29 Pays de Brest.
Brest Penn ar Bed.
Logo du Brest Bretagne Handball jusqu'en 2021.
Logo du club depuis 2021.

#### Identité visuelle et logos
Pour ses 10 ans, le club décide de changer de logo et d'identité visuelle. Le projet est confié à l'agence de design graphique Graphéine. Le logo actuel représente un triskèle, symbole celte qui a peu à peu été adopté par la Bretagne, combiné à des ballons de handball, ainsi que l'acronyme du club communément utilisé « BBH ».
« Nous avons rapidement opté pour capitaliser sur l'acronyme BBH. En effet, ce dernier s'est largement imposé dans les tribunes comme sur le terrain. Il s'agissait donc d'y associer un signe qui puisse fièrement porter les valeurs et les ambitions du club : Passion, Partage et Performance !
Le symbole celte du triskèle est apparu comme une évidence. On appréciera son mouvement perpétuel, ses synergies collectives et sa force graphique. Les 3 branches comme les 3 lettres du club. Avec cette triple promesse d'apprendre du passé, de se concentrer sur le présent tout en regardant vers l’avenir. »
— Graphéine, les concepteurs du logo
Les éléments du logos peuvent varier dans ses couleurs (noir, blanc, rose) en fonction du support.

### Maillot
Les couleurs du club sont le noir, le blanc et le rose. Le drapeau breton (le « Gwenn-ha-Du ») est noir et blanc.
Traditionnellement, le maillot domicile est noire, le maillot extérieure est blanc et le maillot third porté en Ligue des champions est rose.
Pour la saison 2024-2025, le maillot domicile est blanc.
L'hermine, autre symbole breton, apparaît souvent sur les maillots du club.
| Période                      | Équipementier                | Ref    |
| ---------------------------- | ---------------------------- | ------ |
| ? – 2012/06 (l'ère Arvor 29) | Macron                       | [ 84 ] |
| 2012/09 – 2020/07            | Hummel                       | [ 85 ] |
| 2020/07 – 2027/06            | CRAFT (Craft of Scandinavia) |        |

#### Sponsors
Parmi les sponsors maillot de longue date, on retrouve Savéol, Tanguy Matériaux, Oriance et Crédit Agricole.